# Шлоссруед
Шлоссруед (нім. Schlossrued) — громада в Швейцарії в кантоні Ааргау, округ Кульм.

## Географія
Громада розташована на відстані близько 65 км на північний схід від Берна, 12 км на південь від Аарау.
Шлоссруед має площу 7,3 км², з яких на 7,7 % дозволяється будівництво (житлове та будівництво доріг), 60,9 % використовуються в сільськогосподарських цілях, 31,1 % зайнято лісами, 0,3 % не є продуктивними (річки, льодовики або гори).

## Демографія
2019 року в громаді мешкало 835 осіб (+0,1 % порівняно з 2010 роком), іноземців було 8,9 %. Густота населення становила 115 осіб/км².
За віковим діапазоном населення розподілялося таким чином: 19,5 % — особи молодші 20 років, 61,3 % — особи у віці 20—64 років, 19,2 % — особи у віці 65 років та старші. Було 353 помешкань (у середньому 2,3 особи в помешканні).
Із загальної кількості 337 працюючих 80 було зайнятих в первинному секторі, 144 — в обробній промисловості, 113 — в галузі послуг.